# Wilderness International
Die Stiftung Wilderness International ist eine deutsche Stiftung mit Sitz in Dresden und Berlin. Sie wurde 2008 von 26 Stiftern gegründet. Die Organisation setzt sich für den Schutz von Flächen im gemäßigten Regenwald an der Westküste Kanadas und im tropischen Regenwald im Osten Perus ein. Dort werden Landstücke mit Grundbucheintrag aufgekauft, um sie so rechtssicher und dauerhaft zu schützen. Dabei arbeitet die deutsche Stiftung in enger Partnerschaft mit den Schwesterorganisationen Wilderness International (Canada), einer kanadischen NGO mit Sitz in Stony Plain bei Edmonton, Kanada, sowie Wilderness International Peru mit Sitz in Puerto Maldonado, Peru zusammen.
Außerdem werden Expeditionsreisen, finanziert durch sogenannte Umweltstipendien, durchgeführt. Hier sollen junge Menschen die Natur in bedrohten Regionen erleben und so zu Multiplikatoren der Schutzidee werden.

## Landkäufe in Kanada und Peru
Die Stiftung kauft Grundstück im Regenwald in Kanada und Peru auf Vorkasse und lässt sich dabei im Grundbuch eintragen. Mithilfe von Drohnen erstellt sie hochauflösende, georeferenzierte Luftbilder der Waldstücke. Der Landkauf wird durch Spenden von Einzelpersonen und Organisationen refinanziert. Im Gegenzug erhalten diese eine Urkunde mit den genauen Geokoordinaten „ihres“ finanzierten Stück Wald. Die Stiftung besitzt (Stand 1. Januar 2022) 10,1 Millionen Quadratmeter gefährdeten Regenwald.
Wilderness International arbeitet mit Unternehmen zusammen die von ihnen freigesetztes Kohlenstoffdioxid ausgleichen wollen. Beispiele sind die Zeitschrift Outdoor, die Wilderness International bei dem Kauf von Regenwald unterstützt, um durch den Papierverbrauch freigesetztes Kohlendioxid auszugleichen. DIAMIR Erlebnisreisen gleicht, nach eigenen Angaben, 50 % der errechneten Emissionen aller selbst veranstalteter Gruppenreisen, also für Flüge, Transporte und die Übernachtungen aus. Die andere Hälfte sollen Reiseteilnehmer freiwillig übernehmen. Der CO₂-Fußabdruck jeder Reise wird bei jeder Reise ausgewiesen. Fjordkind-Reisen spendet für jede gebuchte Reise 20 €, womit 20 Quadratmeter Wald gekauft werden sollen. Kunden sollen bei der Buchung einer Reise 10, 20 oder 50 € zu spenden.
Seit 2021 hat Wilderness International eine Partnerschaft mit Robert Marc Lehmann bzw. seinem Verein Mission Erde e.V. Für das Buch „Mission Erde“ von Robert Marc Lehmann wird Geld an die Stiftung Wilderness International gespendet, damit diese pro verkauftes Exemplar 1 Quadratmeter Urwald in Peru oder Kanada kaufen und somit für immer schützen. Das Gleiche gilt für die Produkte im Mission Erde Shop.

## Umweltbildung und Wildnislauf
Die Stiftung bemüht sich um die Zusammenarbeit mit Kindern und Jugendlichen und deren Sensibilisierung für die Themen Natur- und Umweltschutz. Zu diesem Zweck werden Sponsorenläufe, die sogenannten Wildnisläufe, unter dem Motto „Take a Walk for the Wild“ mit Schülern aus ganz Deutschland durchgeführt. In Vorbereitung darauf erhalten die Schüler durch Vorträge Einblicke in den Umweltschutz sowie Informationen zum Ökosystem des Regenwalds in Westkanada und Peru und dessen Bedrohung. 80 % der Spenden fließen nach Angaben der Stiftung direkt in den Wildnisschutz. Die Kosten der Veranstaltung trägt die Stiftung durch eigene Sponsoren. 20 % der erlaufenen Gelder können die Schulen für eigene lokale Umweltprojekte abrufen. Von 2012 bis 2020 fanden insgesamt 55 Wildnisläufe statt, an denen über 40‘000 Schüler teilgenommen haben.

## Umweltbotschafterprogramm – Wisdom Seekers, Knowledge Keepers
Seit 2008 vergibt Wilderness International etwa alle zwei Jahre Stipendien an Teilnehmer des Wildnislaufs. Schüler, die nach einem Bewerbungs- und Interviewverfahren ausgewählt werden, haben die Möglichkeit mit der Stiftung die Gebiete zu bereisen, die sie geholfen haben zu schützen.
Durch die Natur- und Kulturerfahrung in Kanada sollen die Expeditionsteilnehmer ihren Blick auf die Welt und ihr Verständnis für das fragile Ökosystem erweitern. Während des Aufenthaltes in Kanada arbeiten sie mit einem internationalen Forscherteam zusammen an eigenen Forschungsprojekten. In Deutschland halten sie dann Vorträge und erstellen öffentliche Ausstellungen. Einen festen Bestandteil des sogenannten Umweltbotschafterprogramms stellt außerdem der Austausch mit Jugendlichen und Ältesten der First Nations dar. So sollen die Teilnehmer mehr über die Beziehung dieser Völker zur Natur, ihre Traditionen und die Herausforderungen im Wandel der Zeit erfahren. Das Umweltbotschafterprogramm richtet sich an Schüler der 9. bis 11. Jahrgangsstufe, die bereits an einem oder mehreren Wildnisläufen teilgenommen haben.

## Sonstiges
Die Stiftung ist als Träger von Bundesfreiwilligendienst und Freiwilliges Ökologisches Jahr anerkannt worden. Frauen und Männer können in der Regel für 12 Monate als Bufdis oder FÖJtler bei der Stiftung arbeiten.
Das Deutsche Zentralinstitut für soziale Fragen (DZI), dass Spendenorganisationen auf ihre Seriosität prüft, konnte 2015 keine Einschätzung über Wilderness International abgeben, da die Stiftung keine Auskunft an das DZI gab.